# Fiandra imperiale

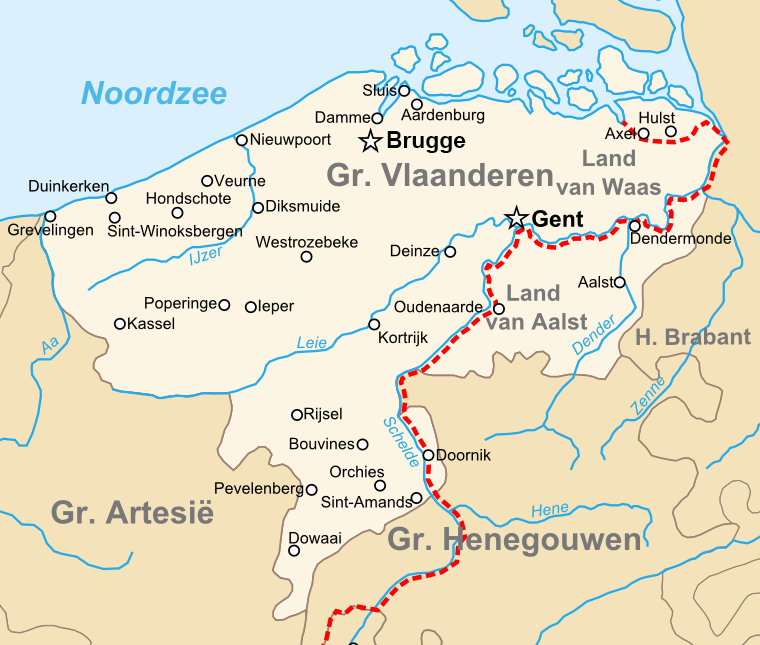
Carta topografica della Contea delle Fiandre nel XIV secolo, raffigurante il confine del Sacro Romano Impero in rosso. Le Fiandre imperiali si trovano a est di questo confine.

Con Fiandra imperiale (in olandese Rijks-Vlaanderen, in francese Flandre impériale) si individuano i feudi dei conti delle Fiandre sotto la giurisdizione del Sacro Romano Impero, in contrasto con la Fiandra reale che costituiva la parte preponderante della Contea delle Fiandre che ricadeva sotto la giurisdizione del Regno di Francia. La Fiandra imperiale iniziò a formarsi nel XI secolo, quando la casa di Fiandra estese il suo dominio sulla riva destra della Schelda, di cui l'imperatore del Sacro Romano Impero era sovrano.

## Storia
Intorno all'anno mille, il conte Baldovino IV di Fiandra avviò una politica di espansione nel Brabante. Mentre i precedenti conti fiamminghi si erano concentrati sull'espansione delle loro frontiere meridionali, Baldovino fu il primo ad espandersi a est della Schelda, in territorio imperiale attraverso una campagna in Lotaringia nel 995 e la presa della marca di Valenciennes nel 1006. L'anno successivo l'imperatore Enrico II, re dei romani, recuperò Valenciennes invadendo le Fiandre e conquistando Gand.
Alla morte del duca Ottone, nel 1012, Baldovino strinse un'alleanza con Enrico II, che la portò a un'agevole conquista delle terre intorno ai castelli di Valenciennes ed Ename e della sede episcopale di Cambrai facendo insediare un vescovo gradito all'imperatore. In segno di gratitudine, Enrico II concesse in feudo le isole della Zelanda, seguite, nel 1015, da Valenciennes. La loro alleanza fu breve, ed Enrico, alleato questa volta con il re dei Franchi Roberto II nel 1020, invase nuovamente le Fiandre, riconquistò Gand e costrinse Baldovino a sottomettersi ad Aquisgrana. Enrico, una volta avute le Fiandre dalla propria parte, in risposta all'espansionismo delle contee di Namur e di Lovanio, decise allora di rafforzarle restituendo a Baldovino Gand, Valenciennes e Walcheren, andando così a costituire il primo nucleo delle Fiandre Imperiali.
Baldovino V, conte delle Fiandre dal 1035, dovette condurre lunghe battaglie con l'imperatore Enrico III per imporsi. Ampliò i suoi possedimenti in Bassa Lotaringia d'Ename al castello di Aalst sulle rive del Dendre, mentre Valenciennes passò alla contea di Hainaut. La Fiandra Imperiale fu riconosciuta come feudo imperiale nel 1056. Alla fine dell'XI secolo, facevano parte delle Fiandre Imperiali:
- i Vier Ambachten (Axel, Hulst, Boekhoute e Assenededal, dal 1018) ;
- le isole della Zelanda (meridionale (Walcheren), Zuid-Beveland, Noord-Beveland, Borssele e Wolphaartsdijk, dal 1018) ;
- il castello e il quartiere di San Bavone di Gand (dal 1018) ;
- la contea di Aalst (dal 1056) ;
- il Waesland (dal 1076).

Entrambe le parti delle Fiandre passarono sotto il dominio del duca Filippo II di Borgogna nel 1384. Con la morte di Carlo il Temerario e l'estinzione della linea di successione, nel 1477, la contea passò al genero Massimiliano d'Asburgo, figlio dell'imperatore Federico III. Nella guerra di successione borgognona, il re Luigi XI di Francia tentò invano di far valere i suoi diritti feudali nelle Fiandre reali. Con il trattato di Madrid firmato nel 1526, la Francia rinunciò a tutte le rivendicazioni sulle Fiandre.